# نرمن ارنریش
نرمن ارنریش (انگلیسی:Norman Orentreich ؛۲۶ دسامبر ۱۹۲۲–۲۳ ژانویه ۲۰۱۹) متخصص پوست و پدر پیوند موی مدرن بود. او بنیانگذار گروه پزشکی ارنریش و بنیاد ارنریش بود.
نورمن در بیمارستان پوست و سرطان NYU، تحقیقات بالینی خود را بر روی بیماران مبتلا به ریزش مو متمرکز کرد و از پیوندهای پوست سر کوچک برای درک بهتر پاتوفیزیولوژی این شرایط متنوع استفاده کرد. این امر منجر به ایجاد نظریه تسلط اهدا کننده و گیرنده شد و این امکان را فراهم آورد که موهای سالم "بدون حساسیت به آندروژن " را از پشت سر به مناطق طاس "حساس به آندروژن" در قسمت جلویی منتقل کرده و رشد دائمی داشته باشند.